# Pacta sunt servanda
Пакта сунт серванда, лат. Pacta sunt servanda (договори повинні виконуватися) — латинський вислів, який застосовується у міжнародному праві для визначення положення про обов'язковість укладених договорів, а також принципу міжнародного права, що випливає з цього положення.